# Chaiyapruek Chirachin
Chaiyapruek Chirachin (thailändisch ไชยพฤกษ์ จิราจินต์, * 29. Juli 2000 in Khon Kaen), auch als Omo bekannt, ist ein thailändischer Fußballspieler.

## Karriere
Chaiyapruek Chirachin steht seit 2020 beim BG Pathum United FC unter Vertrag. Der Verein aus Pathum Thani spielte in der ersten Liga des Landes, der Thai League. Mitte 2020 wurde er an den in Bangkok beheimateten Raj-Pracha FC ausgeliehen. Der Verein spielte in der dritten Liga, der Thai League 3. Nach Ende der Leihe im Dezember 2020 wurde er direkt an den Khon Kaen FC ausgeliehen. Mit dem Verein aus Khon Kaen spielte er in der zweiten Liga, der Thai League 2. Sein Zweitligadebüt gab er am 6. Februar 2020 im Auswärtsspiel beim Nongbua Pitchaya FC. Hier stand er in der Startelf und wurde in der 42. Minute gegen Jakkrit Jitsabay ausgewechselt. Für Khon Kaen bestritt er vier Zweitligaspiele. Zur Saison 2021/22 wechselte er zum Zweitligisten Chiangmai FC. Nach 29 Ligaspielen wechselte er im Sommer 2023 zum Zweitligaaufsteiger Dragon Pathumwan Kanchanaburi FC. Für den Klub aus Kanchanaburi bestritt er 22 Ligaspiele. Nach einer Spielzeit verließ er den Verein und schloss sich im Juli 2024 dem Erstligaaufsteiger Nongbua Pitchaya FC aus Nong Bua Lamphu an. Hier kam er in der Hinrunde nicht zum Einsatz. Im Dezember 2024 wechselte e in die dritte Liga. Hier schloss er sich in Samut Sakhon dem Samut Sakhon City FC an. Mit dem Verein spielte er in der Western Region der Liga. Am Ende der Saison 2024/25 feierte er mit dem Verein die Meisterschaft der Region.

## Erfolge
Samut Sakhon City FC
- Thai League 3 – West: 2024/25